# Mario Party DS
Mario Party DS – japońska konsolowa gra wyprodukowana przez Hudson Soft. Gra została wydana przez Nintendo w 2007 i 2008 roku na konsolę Nintendo DS.

## Fabuła
Hydraulik i jego przyjaciele zostali uwięzieni w zamku przez Bowsera przywódcy rasy Koopa. Gracz ma dostać się do zamku i uwolnić uwięzionych.

## Rozgrywka
Mario Party DS jest grą zręcznościową, zawarto w niej kilkadziesiąt mini-gier wraz z samouczkiem do każdej z nich. Mini-gry wykorzystują mikrofon oraz dotykowy ekran.
W trybie gry wieloosobowej może uczestniczyć czterech graczy, wymagany jest jeden egzemplarz gry.